# شعبية مزدة
شعبية مزدة هي إحدى شعبيات ليبيا السابقة، وذلك حتى العام 2007 حين ضمت إلى شعبية الجبل الغربي، وكانت مدينة مزدة هي مركزها الإداري.

## المؤتمرات الشعبية الأساسية بالشعبية
- نسمة
- مزدة
- أبو الغرب
- القرية الشرقية
- القرية الغربية
- طبقة
- الشويرف
- فسانو
- الشقيقة